# Castle Rock Entertainment
Castle Rock Entertainment este o companie americană de producție de film și de emisiuni de televiziune care a fost fondată în 1987 de către Martin Shafer, regizorul Rob Reiner, Andrew Scheinman, Glenn Padnick și Alan Horn. Este o subsidiară a Warner Bros. Entertainment, care aparține de Warner Bros. Discovery (WBD).

## Legături externe
- Site web oficial